# 野口遵
野口遵（日语：／ Noguchi Shitagau、1873年7月16日—1944年1月15日）是一位日本企业家，被誉为“日本电气化学工业之父”。

## 生平
1873年，出生于金泽市的一个士族家庭。1896年，毕业于东京帝国大学电气工业系，並於1898年加入西门子公司。
1908年，创建日本窒素肥料，主要生产氮肥。1923年，将工厂设立在宫崎县延冈市並使其迅速发展一跃成为工业化城市。1924年，决定将日本氮肥的業務推广到朝鲜半岛，野口与大日本帝国陆军和大日本帝国海军合作，大力投资朝鲜日治时期和满洲国。
1940年，突发脑溢血之后退休。1944年1月15日，於靜岡縣韭山町的宅院去世，享年72歲。
在第二次世界大战結束之后，野口的龐大企業被驻日盟军总司令强行拆解，分拆的後继公司包括旭化成、智索株式會社、积水化学工业、積水房屋及信越化学工业。

## 荣誉
1942年被授予勋一等瑞宝章。

## 资源
- Donzé, Pierre-Yves; Nishimura, Shigehiro. . Routledge. 2013-11-12  [2015-07-26]. ISBN 978-1-135-01357-8.
- Odagiri, Hiroyuki. . Oxford University Press. 1996: 79. ISBN 0-19-828802-6.